# Greyhound Lines
Greyhound Lines, Inc. é uma empresa de transporte rodoviário de passageiros norte-americana. Os ônibus da Greyhound ficaram famosos mundialmente através de vários filmes de Hollywood, onde seus carros apareceram mostrando o famoso logo do cão Galgo Inglês.
Atende 2.400 destinos na América do Norte (Estados Unidos, Canadá e México), com quase 16 milhões de passageiros anualmente (dados de 2019). Com declínio de faturamento, pois em 2016 eram 25 milhões de passageiros, a empresa foi adquirida, em 2021, pela FlixMobilit.

## História
A empresa foi fundada em 1914, em Hibbing, Minnesota pelo imigrante sueco Carl Eric Wickman (1887-1954, ex-operador de sonda para mineração), depois que sua empresa de franquia de automóveis faliu (subsidiária da Hupmobile). Com o fracasso da empresa, Wickman uniu-se a Andy Anderson e começou a oferecer transporte intermunicipal, com o seu carro, entre a cidade de Hibbing e o distrito de Alice (região com mineradoras). Rapidamente, Wickman trocou o veículo, agora um carro de turismo com 8 lugares e 20 anos de uso, e cobrava  15 centavos de dólares a passagem. Em 1915, entrou na sociedade Ralph Bogan, que já possuía uma empresa semelhante, e criaram a linha Hibbing - Duluth. Ao final do ano, o lucro era de US$ 8.000,00 . Passados quatro anos, em 1918, a companhia já tinha 18 ônibus e lucrava US$ 40 mil anuais.
O símbolo do cão começou em 1921, quando a empresa comprou alguns ônibus da Fageol Motors, que eram de aparência elegante e pintura cinza, recebendo o apelido de cão galgo para estes veículos. O logotipo com o cão só foi adotado a partir de 1929.
Com a Grande Depressão e a crise econômica da década de 1930, a General Motors assumiu US$ 1 milhão de dívidas da Greyhound, mostrando que a Greyhound já era uma grande empresa dos EUA. Em 1941, começo a operar no Canadá.
Em 1990, em dificuldades financeiras, seus empregados entraram em greve que durou três anos. Em 1991, a empresa entrou num programa de recuperação judicial com apoio governamental.
Em 2007, a empresa foi vendida para a FirstGroup (grupo multinacional de transporte britânico, com sede em Aberdeen, Escócia) e estabeleceu sua nova sede na cidade de Dallas, Texas.
Em outubro de 2021, a Greyhound foi comprada pela FlixMobilit (startup alemã de serviços de ônibus intermunicipal com sede na cidade de Munique, na Alemanha).